# Kanton Grand Couronné
Der Kanton Grand Couronné ist seit 2015 ein französischer Wahlkreis im Arrondissement Nancy, im Département Meurthe-et-Moselle und in der Region Grand Est (bis 2015 Lothringen); sein Hauptort ist Laneuveville-devant-Nancy.

## Geschichte
Der östlich von Nancy gelegene Kanton entstand bei der Neueinteilung der französischen Kantone im Jahr 2015. Seine Gemeinden kommen aus den Kantonen Seichamps (9 Gemeinden), Tomblaine (9 Gemeinden) und Malzéville (6 Gemeinden).

## Gemeinden
Der Kanton besteht aus 24 Gemeinden mit insgesamt 33.205 Einwohnern (Stand: 1. Januar 2022) auf einer Gesamtfläche von 208,90 km²:
| Gemeinde                  | Einwohner 1. Januar 2022 | Fläche km² | Dichte Einw./km² | Code INSEE | Postleitzahl |
| ------------------------- | ------------------------ | ---------- | ---------------- | ---------- | ------------ |
| Agincourt                 | 436                      | 4,17       | 105              | 54006      | 54770        |
| Amance                    | 361                      | 13,50      | 27               | 54012      | 54770        |
| Art-sur-Meurthe           | 1.696                    | 11,47      | 148              | 54025      | 54510        |
| Bouxières-aux-Chênes      | 1.412                    | 19,85      | 71               | 54089      | 54770        |
| Buissoncourt              | 258                      | 6,91       | 37               | 54104      | 54110        |
| Cerville                  | 541                      | 8,19       | 66               | 54110      | 54420        |
| Champenoux                | 1.566                    | 10,99      | 142              | 54113      | 54280        |
| Dommartin-sous-Amance     | 311                      | 4,03       | 77               | 54168      | 54770        |
| Erbéviller-sur-Amezule    | 68                       | 4,45       | 15               | 54180      | 54280        |
| Eulmont                   | 1.116                    | 7,97       | 140              | 54186      | 54690        |
| Gellenoncourt             | 82                       | 3,61       | 23               | 54219      | 54110        |
| Haraucourt                | 732                      | 12,48      | 59               | 54250      | 54110        |
| Laître-sous-Amance        | 353                      | 5,11       | 69               | 54289      | 54770        |
| Laneuvelotte              | 431                      | 9,13       | 47               | 54296      | 54280        |
| Laneuveville-devant-Nancy | 6.595                    | 12,47      | 529              | 54300      | 54410        |
| Lenoncourt                | 592                      | 11,53      | 51               | 54311      | 54110        |
| Mazerulles                | 285                      | 6,38       | 45               | 54358      | 54280        |
| Moncel-sur-Seille         | 533                      | 12,41      | 43               | 54374      | 54280        |
| Pulnoy                    | 5.123                    | 3,74       | 1.370            | 54439      | 54425        |
| Réméréville               | 642                      | 13,46      | 48               | 54456      | 54110        |
| Saulxures-lès-Nancy       | 4.306                    | 7,05       | 611              | 54495      | 54420        |
| Seichamps                 | 5.155                    | 4,30       | 1.199            | 54498      | 54280        |
| Sornéville                | 327                      | 9,22       | 35               | 54510      | 54280        |
| Velaine-sous-Amance       | 284                      | 6,48       | 44               | 54558      | 54280        |
| Kanton Grand Couronné     | 33.205                   | 208,90     | 159              | 5403       | –            |

## Politik
Im 1. Wahlgang am 22. März 2015 erreichte keines der vier Wahlpaare die absolute Mehrheit. Bei der Stichwahl am 29. März 2015 gewann das Gespann Jean-Pierre Dessein/Catherine Krier (Union de la Droite) gegen Marie-Christine Bastien/Landry Richard (beide Union de la Gauche) und  Stéphane Magnan/Emilie Oudard (beide FN) mit einem Stimmenanteil von 38,61 % (Wahlbeteiligung: 53,02 %).
| Vertreter im conseil général des Départements | Vertreter im conseil général des Départements | Vertreter im conseil général des Départements |
| Amtszeit                                      | Name                                          | Partei                                        |
| --------------------------------------------- | --------------------------------------------- | --------------------------------------------- |
| 2015–                                         | Jean-Pierre Dessein Catherine Krier           | Union de la Droite                            |